# Megumi Murakami (voleibolista)
Megumi Murakami (Fukui, 14 de setembro de 1985) é ex-voleibolista indoor, atualmente uma jogadora de vôlei de praia japonesa, medalhista de bronze nas edições do Campeonato Asiático em 2016 na Austrália,  em 2018 e 2020 na Tailândia.

## Carreira
A estreia no Circuito Mundial foi em 2011 ao lado de Hiroyo Kaneda na etapa Challenge de Seul quando terminaram em nono lugar e disputaram o qualificatório do Aberto de Phuket.Na temporada 2014 esteve com Erika Habaguchi no Challenge de Pattaya, mesma posição final citada anteriormente, repetido no Aberto de Mangaung com Ayumi Shiratori.
No ano 2015 estreou no Circuito Mundial de Vôlei de Praia, no Aberto de Fuzhou ao lado de Miki Ishii, também alcançaram o quarto lugar na etapa de Ha Long pelo Circuito Asiático de Vôlei de Praia d 2015, vice-campeãs da Continental Cup de 2015 na Coreia do Sul.
Em 2016 ao lado de Miki Ishii disputaram o Circuito Neozelandês de Vôlei de Praia, obtendo o título da etapa de Wellington, terceiro posto em Mount Munganui  e  segundo lugar em Auckland; além da medalha de bronze no Campeonato Asiático de 2016 sediado em Sydney, foram campeãs da Continental Cup (Semifinal) e quarta colocação na etapa Final, no circuito mundial tiveram o quinto lugar no Grand Slam de Long Beach como melhor resultado.
Na temporada de 2017 iniciou ao lado de Samaa Miyagawa disputara m cinco estrelas de Fort Lauderdale e terminaram em nono no uma estrela de Langkawi; e disputou ao lado de Miki Ishii  torneio quatro estrelas do Rio de Janeiro, encerrando a temporada com Yukako Suzuki no torneio tres estrelas de Moscou.
Ainda  em 2017 sagraram-se campeãs do torneio uma estrela de Daegu, quarto lugar no uma estrela de Aalsmeer.Com Miki Ishii  retomou desde o início de 2018, sendo campeãs da etapa de Okinawa, Hiratsuka,Osaka e Wakasaobama do Circuito Japonês, foram vice-campeãs da etapa de Manly Beach  pelo Circuito Austaliano.Foram terceiras colocadas no torneio tres estrelas de Tóquio e medalhistas de bronze no Campeonato Asiático realizado em Satun.
No ano de 2019 competiu ao lado de Miki Ishii e conquistaram  o título da etapa de 	Hiratsuka, Nagoya, e o bronze em Osaka pelo circuito nacional, o vice-campeonato na etapa de Samila e o título em Can Tho válidos pelo circuito asiático.
Em 2020 conquistou como Miki Ishii no bronze no Campeonato Asiático em Udon Thani, a dupla representará o Japão nos Jogos Olímpicos de Verão de 2020 em Tóquio, adiado para 2021.

## Títulos e resultados
- Torneio 1* de Daegu do Circuito Mundial de Vôlei de Praia:2017
- Torneio 1* de Tóquio do Circuito Mundial de Vôlei de Praia:2018
- Torneio 1* de Aalsmeer do Circuito Mundial de Vôlei de Praia:2017